# بنشی (افسانه)
بنشی (ایرلندی: bean sí) نام اسطوره‌ای ایرلندی است. این اسطوره روحی زن است که از دنیای دیگر پیام می‌آورد و طالع مرگ است. بنشی غالباً به شکلی کسی ظاهر می‌شود که برای شخصی که قرار است به زودی بمیرد عزاداری می‌کند. که هنگام مرگ کسی که میشناسد صداهایی در سر او به صورت زمزمه میپیچد.
«بنسید» یا «بنسیث» (به معنی زنان گورپشته) یکی از موجودات فراطبیعی افسانه‌ها و اسطوره‌های کهن ایرلندی‌ها و اسکاتلندی‌ها است. این نام در زبان ایرلندی امروز به بنشی تغییر یافته است. در فرهنگ عامه مردم ایرلند این موجودات با گورپشته‌ها و تپه‌های متعدد واقع در سراسر آن کشور مرتبط دانسته می‌شوند. بنشی‌ها اغلب به شکل عجوزه‌هایی مجسم شده‌اند که پس از قرار گرفتن در سر راه روستاییان، با صدایی همراه با جیغ یا شیون، به آنان خبر از واقعه‌ای شوم مانند مرگ خود یا نزدیکانشان می‌دادند.